# Trachischium guentheri
Espèce
Statut de conservation UICN

 LC  : Préoccupation mineure
Trachischium guentheri est une espèce de serpents de la famille des Natricidae.

## Répartition
Cette espèce se rencontre au Bangladesh, au Bhoutan, au Népal et en Inde, au Bengale-Occidental et au Sikkim.

## Description
L'holotype de Trachischium guentheri mesure 280 mm dont 35 mm pour la queue.

## Étymologie
Cette espèce est nommée en l'honneur d'Albert Charles Lewis Günther (1830-1914).

## Publication originale
- Boulenger, 1890 : The Fauna of British India, Including Ceylon and Burma. Reptilia and Batrachia, p. 1-541 (texte intégral).